# Colectomia
Colectomia consiste na ressecção cirúrgica de uma parte ou da totalidade do intestino grosso (cólon).

## Indicações
Algumas das indicações mais frequentes para colectomia incluem:
- Cancro do cólon
- Diverticulite e doença diverticular do intestino grosso
- Traumatismo
- Doença inflamatória intestinal, tal como colite ulcerosa ou doença de Crohn
- Colectomia profiláctica pode estar indicada em algumas formas de polipose, síndrome de Lynch e certos casos de doença inflamatória intestinal, devido ao alto risco de desenvolvimento de carcinoma colorrectal.
- Enfarte mesentérico (enfarte do intestino)